# Parti démocratique (Espagne)
 (décembre 2022).
Si vous disposez d'ouvrages ou d'articles de référence ou si vous connaissez des sites web de qualité traitant du thème abordé ici, merci de compléter l'article en donnant les références utiles à sa vérifiabilité et en les liant à la section « Notes et références ».
Pour les articles homonymes, voir Parti démocrate et Parti démocratique.
Le Parti démocratique, Parti démocrate ou Parti progressiste démocrate (en castillan Partido Democrático, Partido Demócrata ou Partido Progresista Demócrata) est un parti politique espagnol  né en avril 1849 d'une scission du Parti progressiste.

## Revendications
Il revendiquait la pleine reconnaissance des droits civiques et des libertés individuelles, le désamortissement de tous les biens de l'Église catholique, y compris ses possessions civiles, ainsi que l'abolition des quintas (service militaire traditionnel dont souffrirent particulièrement les classes populaires au cours de cette période, en raison des guerres menées en outre-mer).

## Histoire
Jusqu'au Biennat progressiste du règne d'Isabelle II, le parti agit dans la semi-clandestinité. À ce moment, son influence s'étend à certains militaires mécontents, une partie du mouvement ouvrier et paysan naissants, ainsi qu'aux républicains et intellectuels. Il est de nouveau interdit à l'arrivée de l'Union républicaine au pouvoir. Les débats internes conduisent à un rapprochement du Parti progressiste, des idées sociales-démocrates en matière d'économie, ainsi qu'à une déclaration ouverte de l'adhésion du parti au républicanisme. À ce moment le figure la plus en vue du parti et Francisco Pi i Margall. Ce dernier donne au Parti démocratique un véritable contenu politique et il acquiert une plus grande influence sociale en raison de son charisme personnel. À travers la revue La Discusión, le parti se fait connaître hors de Catalogne, où son activité était restée constante et appuyée par le journal El Comercio de Barcelona.
Les perspectives d'alliance avec les progressistes conduisent à d'âpres débats internes dans lesquels s'affrontent les secteurs fédéralistes, partisans d'une collaboration avec les autres forces démocratiques, à d'autres secteurs opposés à cette idée. Après les divers échecs de soulèvements menés par le général Prim, le parti signe le pacte d'Ostende de 1866 et celui de Bruxelles en 1867, afin de mener à terme, conjointement avec les progressistes, la Révolution de 1868. Après les élections générales de 1869, le parti se désagrège partiellement, une grande partie de ses membres rejoignant d'autres formations d'idéologie républicaine.
Le parti disparaît définitivement en 1912.